# Dante Spinotti
Dante Spinotti, född 1943, är en italiensk filmfotograf.

## Filmografi (i urval)
- 1992 – Den siste mohikanen
- 1995 – Heat
- 1997 – L.A. konfidentiellt
- 1999 – The Insider